# Jiří Svoboda
Jiří Svoboda (Zubří, 19 de abril de 1941) é um ex-jogador de voleibol da República Tcheca que competiu pela Tchecoslováquia nos Jogos Olímpicos de 1968.
Em 1968, ele fez parte da equipe tchecoslovaca que conquistou a medalha de bronze no torneio olímpico, no qual participou de todas as nove partidas.